# Gotska arhitektura
Pod pojmom Gotska arhitektura razumemo srednjeveški slog v gradbeništvu in umetnosti, ki se je začel z izgradnjo kora v opatijski cerkvi sv. Dionizija (Saint-Denis) pri Parizu (1140–1144), pri čemer je opat Suger (1081–1151), ki ga je dal zgraditi, zahteval, da mora biti cerkev najimenitnejša v Franciji in polna svetlobe, torej svetlejša kot dosedanje. Ta druga zahteva je bila ključna za oblikovanje gotske arhitekture. Slog je cvetel v času visokega in poznega srednjega veka.
Značilnosti sloga zašiljen lok, rebrast obok in zunanji oporni loki. Gotska arhitektura je najbolj znana kot arhitektura številnih velikih stolnic, opatij in cerkva v Evropi. Prav tako je arhitektura številnih gradov, palač, mestnih hiš, cehovskih dvoran, univerz in manj vidnem obsegu, v zasebnih stanovanjih.
Iz tega obdobja je ohranjeno veliko število cerkvenih stavb, pri katerih je pomembna že najmanjša strukturna arhitekturna razlika. Mnoge večje stolnice pa veljajo za neprecenljive umetnine in so navedene na seznamu UNESCO kot svetovna kulturna dediščina. Zaradi tega je študija gotske arhitekture v veliki meri študija stolnic in cerkva.
Serija oživitve gotike (neogotika) v mestih se je začela sredi 18. stoletja v Angliji in se razširila po Evropi v 19. stoletju. Še vedno so v veliki meri prevladovale cerkvene in univerzitetne zgradbe, tudi še v 20. stoletju.

## Pojem »Gotika«
Izraz »Gotika« je nastal kot slabšalno poimenovanje. Giorgio Vasari v svojem delu Življenje najbolj odličnih slikarjev, kiparjev in arhitektov (Le vite de' piv eccellenti pittori, scultori, e architettori) uporablja izraz »barbarsko nemški slog« za opis, kaj se šteje gotski slog, in v uvodu opisuje različne arhitekturne značilnosti »Gotov«, ki so odgovorni za uničevanje starih zgradb, potem ko so zavzeli Rim in postavljanje novih v tem slogu. V času, v katerem je pisal Vasari, je Italija imela stoletja stare stavbe v klasični arhitekturni.
Renesansa je nato prehitela Evropo, spremenila sistem kulture, ki je pred prihodom tiska bil skoraj v celoti osredotočen na Cerkev in bil zaznan kot obdobje nevednosti in vraževerja. Zato je François Rabelais, tudi v 16. stoletju, predstavil napis nad vrati svoje utopične opatije Thélème, »Tukaj ne vstopijo hinavci, pobožnjaki ...« vzdevki za »Gote« in »Ostrogote«.
V angleščini iz 17. stoletja, je »Goth« ekvivalent za »vandal« - barbar, iz germanske dediščine, in tako je izraz prišel v uporabo za arhitekturnih slog severne Evrope v času pred oživitvijo.

## Definicija in področje
Gotska arhitektura je arhitektura poznega srednjega veka, zaznamovana z uporabo koničastega oboka (loka). Drugi elementi, ki so skupni gotski arhitekturi so rebrast obok, opornik, tudi zunanji oporni loki, velika okna, ki so pogosto v skupini in združena s krogovičjem, rozete, stolpi, koničasti zvoniki in fiale in bogato okrašene fasade.
Kot arhitekturni slog, se je gotski razvil predvsem v cerkveni arhitekturi, njegove principe in značilne oblike pa so uporabili tudi pri drugih vrstah stavb. Stavbe vseh vrst zgrajene v gotskem slogu so bile enostavne stanovanjske zgradbe, elegantne meščanske hiše, velike palače, poslovni prostori, gradovi, mestni zidovi, mostovi, vaške cerkve, samostanske cerkve, samostanski kompleksi in velike stolnice.
Največje število ohranjenih gotskih zgradb so cerkve. Te segajo od majhnih kapelic do velikih stolnic in čeprav so bile mnoge podaljšane in spremenjene v različnih slogih, jih je veliko ostalo bodisi v bistvu nedotaknjene ali skrbno obnovljene, kar kaže na obliko, značaj in okras gotske arhitekture. Gotski slog je najbolj povezan z velikimi stolnicami zlasti v severni Franciji, Angliji in Španiji, drugi izvrstni primeri pa se pojavljajo po vsej Evropi.

## Vplivi

### Politika
Ob koncu 12. stoletja je bila Evropa razdeljena na množico mestnih držav in kraljestev. Območje, ki zajema sodobno Nemčijo, južno Dansko, Nizozemsko, Belgijo, Luksemburg, Švico, Avstrijo, Slovenijo, Češko in velik del severne Italije (razen Benetk in papeške države) je bil nominalno del Svetega rimskega cesarstva, vendar so imeli lokalni vladarji precejšnjo samostojnost. Francija, Danska, Poljska, Madžarska, Portugalska, Škotska, Kastilija, Aragonsko kraljestvo, Navara, Sicilija in Ciper so bila neodvisna kraljestva, kot tudi Anžujsko kraljestvo, katerega kralji družine Plantagenet so vladali Angliji, je v veliki meri postal sodobna Francija. Norveška je prišla pod vpliv Anglije, medtem ko so bile druge skandinavske države in Poljska pod vplivom trgovinskih stikov s hanzeatskimi mesti. Anžujski kralji so prinesli gotsko tradicijo iz Francije v južno Italijo, medtem ko so Lusignanski kralji predstavili francosko gotsko arhitekturo na Cipru.
Po vsej Evropi je v tem času hitro rastla trgovine in povezava mest. Nemčija in Lowlands (Beneluks) so imela velika cvetoča mesta, ki so zrasla v relativnem miru, v trgovini in tekmovalnosti med seboj ali samo združena, kot premer Hanzeatska liga. Profane stavbe so bile velikega pomena v teh krajih kot znak bogastva in ponosa. Anglija in Francija sta ostali večinoma fevdalni in ustvarjali pomembne arhitekture za svoje kralje, vojvode in škofe, namesto velikih mestnih hiš za svoje meščane.

### Religija
V tem času je v Evropi prevladovala Katoliška cerkev, kar je vplivalo ne samo na vero, temveč tudi na bogastvo in moč. Škofje so bili s strani Cerkve imenovani in odločali kot virtualni knezi več velikim posestvom. V zgodnji srednjeveški dobi je hitro naraščalo meništvo, ki z več različnimi naročili prevladuje in širi svoj vpliv. V prvi vrsti so bili benediktinci, katerih velike samostanske cerkve močno preseglo vse druge v Angliji. Večinoma gradijo v mestih, v nasprotju s cistercijani, katerih uničene opatije so vidne na oddaljenem podeželju. V Franciji so prevladovala pravila clunijska in cistercijanska, tako je velik samostan v Clunyju predstavljal formulo za dobro načrtovano samostansko mesto, in vplival na vse poznejše samostanske stavbe več stoletij.
V 13. stoletju je Frančišek Asiški ustanovil frančiškane ali tako imenovan beraški red. Dominikanci so še drug beraških red ustanovili v istem obdobju v Toulousu in Bologni, ki je bil še posebej vpliven pri gradnji gotskih cerkva v Italiji.

### Geografija
Od 10. do 13. stoletja, je romanska arhitektura postala vseevropski stil in način gradnje, ki vplival na zgradbe tudi v državah daleč narazen (Irska, Hrvaška, Švedska in na Sicilija). Enako široko geografsko območje je nato vplivalo na razvoj gotske arhitekture, so se pa slogi in metode gradnje razlikovale od kraja do kraja, glede na gotski okus. Bližina nekaterih regij je pomenila, da sosede ne opredeljuje delitev sloga. Po drugi strani pa nekatere regije, kot sta Anglija in Španija izvajata značilnosti, ki jih redko vidimo drugje, razen če so jih izvajali potujoči obrtniki ali so jih prenašali škofi. Regionalne razlike, ki so očitne v velikih opatijah in stolnicah v obdobju romanike, postanejo še bolj očitne v gotiki.
Lokalna razpoložljivost materialov je vplivala tako na gradnjo kot slog. V Franciji je bil na voljo apnenec v več oblikah, zelo fin bel apnenec v Caenu, z omejenimi možnostmi za kiparski okras. Anglija je imela grob apnenec in rdeči peščenjak, kot tudi temno zelen Purbeck marmor, ki je bil pogosto uporabljen za arhitekturne detajle.
V severni Nemčiji, na Nizozemskem, severni Poljski, Danski in baltskih državah, je bil lokalni gradbeni kamen sicer na voljo, vendar pa je bila močna tradicija gradnje iz opeke. Nastal je slog opečna gotika, tudi »Backsteingotik« v Nemčiji in Skandinaviji in je povezana s hanzeatskimi mesti. V Italiji se je kamen uporabljal za utrdbe, opeka pa je bila najprimernejša za druge stavbe. Zaradi obsežne in raznolike vloge marmorja, so številni objekti ostali brez okrasja na fasadi, tako da bi lahko kasneje vgadili marmor.
Razpoložljivost lesa le je tudi vplivala na slog arhitekture. Lesene stavbe prevladujejo v Skandinaviji. Razpoložljivost lesa je pripomogla k rešitvam strešnih konstrukcij po vsej Evropi. Domnevajo, da so bile strehe veličastnih zvonikov v Anglije zasnovani kot neposreden odziv na pomanjkanje dolgega ravnega lesa do konca srednjega veka, ko so bili gozdovi zdesetkani, ne samo zaradi gradnje velikih streh, ampak tudi za ladjedelništvo.

## Arhitekturno ozadje
Gotska arhitektura je zrasla iz predhodnega arhitekturnega sloga, romanike. Za večino del, ni bilo čistega prehoda, saj naj bi kasneje v renesančnih Firencah obnovili klasicizem z Filippom Brunelleschijem v začetku 15. stoletja.

### Romanska tradicija
V 12. stoletju je bila romanska arhitektura (imenovana po normanski arhitekturi v Angliji in povezavi z invazijo Normanov), razširjena po vsej Evropi in zagotavljala osnovne arhitekturne oblike in enote, ki so bile še naprej v razvoju v celotnem srednjem veku. Pomembna kategorija zgradb so bile: stolnica, župnijska cerkev, samostan, grad, palača, velika dvorana, vhodne zgradbe v mestnem obzidju, profane stavbe.
Veliko arhitekturnih značilnosti, ki so povezane z gotsko arhitekturo so razvili arhitekti že pri romanskih stavbah. To so rebrasti oboki, oporniki, služniki (skupine stebrov), ambulatorij (korni obhod), okno kolo, zvonik in bogato izrezljana vrata timpanona. Z razvojem gotskega sloga so postali bolj dovršeni.
Predvsem je bila razširjena uvedba enotne funkcije s koničastim lokom/obokom, ki naj bi prinesla spremembo, ki ločuje gotiko od romanike. Tehnološka sprememba je dovolila stilistično spremembo, ki tradicijo masivnega zidu in trdne stene prebode z množico odprtin, ki prinesejo svetlobo, za zmago nad snovjo. S tem je prišel razvoj številnih drugih arhitekturnih elementov, najprej na preizkušnji v enostavnejših stavbah in nato uporabljenih za izpolnjevanje strukturnih, estetskih in ideoloških potreb novega sloga. To so bili zunanji oporniki, fiale in okna s krogovičjem, ki zaznamujejo gotsko cerkveno arhitekturo. Zašiljen lok, tako močno povezan z gotskim slogom, je bil prvi, ki se je uporabljal v zahodni arhitekturi v stavbah, ki so bile sicer jasno romanske, zlasti stolnica v Durhamu na severu Anglije, s stolnico Monreale in Cefalù na Siciliji ter stolnico Autun v Franciji.

### Islamski vplivi
Zašiljen lok, ena izmed pomembnih lastnosti gotike, je bil že mnogo prej del islamske arhitekture, ki sledi islamskim osvajanjem rimske Sirije in Sasanidskega imperija v sedmem stoletju. Zašiljen lok in njegovi predhodniki so bili uporabljeni v poznorimski in Sasaniski arhitektura. V rimskem kontekstu je razviden iz zgodnje cerkvene stavbe v Siriji in nekaterih drugih strukturah, kot je rimski most Karamagara, v Sasanidski arhitekturi pa so parabolični in koničasti loki v palačah in svetiščih.
Povečanje vojaških in kulturnih stikov z muslimanskim svetom, vključno Normanov na islamski Siciliji leta 1090, križarske vojne, ki so se začele leta 1096 in islamska prisotnost v Španiji, so razlogi, ki so lahko vplivali na srednjeveško Evropo, da je sprejela koničasti obok. V tistih delih zahodnega Sredozemlja, ki je bil pod islamskim nadzorom ali vplivom, so nastale bogate regionalne variante, fiksirane z romansko in kasneje gotsko tradicijo, z islamskimi okrasnimi oblikami, kot je videti na primer v Monrealu in Cefalu.

## Arhitekturni razvoj

### Prehod od romanike do gotske arhitekture
Značilne oblike, ki so v gotski arhitekturi zrasle iz romanske arhitekture, so se razvijale na različnih geografskih lokacijah kot posledica različnih vplivov in strukturnih zahtev. Medtem ko sta sodčkasti in banjast obok značilna romanska arhitektura, so bili rebrasti oboki uporabljeni v ladjah dveh romanskih cerkva v Caenu, v opatiji Saint-Étienne in Abbaye aux Damah leta 1120. Rebrasti obok nad severno prečno ladjo v stolnici Durham v Angliji  verjetno še prej. V tej stolnici so bili koničasti loki v ladijskem oboku, 1128–1133,  uporabljeni prvič v visokem svodu.
Druge značilnosti zgodnje gotske arhitekture, kot so vertikalne gredi, združeni stebri, oporni pomoli, ploščato krogovičje in skupine ozkih odprtin, so se razvile v romanski dobi. Zahodna fasada stolnice v Ely ponazarja ta razvoj. Navznoter je bila zgrajena tri stopenjska ureditev: arkade, triforij in svetlobno nadstropje. Notranjost je postala lažja z vključitvijo več in večjimi okni.
Bazilika Saint Denis je običajno navedena kot prva resnično gotska stavba, vendar je razlika najbolj vidna v koru, katerega ambulatorij ostaja nedotaknjen. Stolnica v Noyonu, tudi v Franciji, je najstarejša zaključena obnova celotne stolnice v novem slogu 1150–1231. Pri uporabi vseh tistih značilnosti znanih kot gotike, vključno s koničastimi loki, zunanjimi oporniki in rebrastim obokanjem, so graditelji še naprej uporabljali številne funkcije in elemente romanske arhitekture, tudi okrogli zaključek loka po vsej stavbi, saj bi s spreminjanjem oblike zanemarili funkcionalnost.
Abbey Saint-Denis, stolnica v Noyonu, Stolnica Notre-Dame v Parizu in stolnica v Canterburyju v Angliji, enostavni valjasti stebri prevladujejo nad gotskimi oblikami skupin stebrov in opornimi pomoli. Wellska stolnica v Angliji, začeta na vzhodnem koncu leta 1175, je prva stavba, v kateri se je oblikovalec osvobodil romanskih oblik. Arhitekt je v celoti opravil z okroglim obokom v korist koničastega in z valjastim stebrom s priljubljenimi pomoli, s sestavljenimi skupinami stebrov, ki vodijo v loke z ornamenti. Transept in glavna ladja je delo Adama Lockeja v istem slogu in je bilo zaključeno okoli 1230. Značaj stavbe je povsem gotski.

### Opat Suger
Vzhodni konec bazilike cerkve Saint-Denis, ki jo je naročil opat Suger, je bil zgrajen in zaključen leta 1144 in se pogosto navaja kot prvo resnično gotsko zgradbo, saj združuje veliko arhitekturnih oblik, ki so se razvile iz romanike in zaznamujejo gotski slog.
Suger, prijatelj in zaupnik francoskih kraljev, Ludvika VI. in Ludvika VII., se je odločil okoli leta 1137, za obnovo velike cerkve Saint-Denis v sklopu opatije, ki je bil tudi kraljeva rezidenca. Začel je z zahodne strani, in najprej rekonstruiral prvotno karolinško fasado z enimi vrati. Oblikoval je pročelje Saint-Denis, kot da je slika Konstantinovega rimskega slavoloka, s tridelno delitvijo in tremi velikimi portali. Okno rozeta je prvi znan primer nad v Franciji. Fasada združuje tako okrogle oboke kot koničaste loke gotskem slogu.
Ob zaključku zahodne fasade leta 1140, je opat Suger začel obnovo vzhodnega konca tako, da je karolinško ladjo pustil v uporabi. Zasnoval je kor, ki je bil prežet s svetlobo. Da bi dosegli cilje, so njegovi zidarji zasnovali več novih funkcij, ki so se razvile ali bile uporabljene v romanski arhitekturi: zašiljen lok, rebrasti obok, ambulatorij s kapelicami, skupine stebrov, ki podpirajo rebra v različnih smereh in zunanje opornike, ki so omogočili vključitev velikih oken v svetlobnem nadstropju.
Nova struktura je bila dokončana in posvečena 11. junija 1144 v prisotnosti kralja. Kor in zahodna fasada opatije Saint-Denis so tako postali prototipi za nadaljnjo gradnjo v kraljevem področju severne Francije in v vojvodstvu Normandije. V času vladavine Anžujske dinastije, je bil nov slog uveden v Anglijo in se je razširil po vsej Franciji, državah Beneluksa, Nemčiji, Španiji, severni Italiji in na Siciliji.

## Značilnosti gotskih stolnic in velikih cerkva
Medtem ko mnogo posvetnih stavb obstaja že od poznega srednjega veka, je v stavbah stolnic in velikih cerkev gotika zavzela svoje ustrezne strukture in lastnosti. Gotska stolnica in opatijska cerkev sta bili do 20. stoletja običajno najvišji stavbi v mestu, ki sta se dvigali visoko nad vsemi ostalimi zgradbami in obvladovali obzorje z enim ali več stolpi in zvoniki.
Gotski slog cerkvenih stavb poudarja navpičnost in svetlobo. To je bilo doseženo z razvojem določenih arhitekturnih značilnosti. Strukturni del stavbe je prenehala biti njena trdna stena, nadomestil jo skelet iz kamna z združenimi stebri, ki so poudarili rebraste oboke in zunanje opornike.

### Tloris
Večina velikih gotskih cerkva in veliko manjših župnijskih cerkev ima v tlorisu obliko latinskega križa, z dolgo ladjo, ki je telo cerkve, prečno ladjo, ki se imenuje transept in sega izven nje in podaljšanjem, ki se imenuje kor. Obstaja več regionalne razlike glede tega tlorisa.
Glavna ladja ima na obeh straneh stranske ladje ali prehode, lahko eno, največkrat pa dve ali več. Glavna ladja je običajno precej višja od stranskih in ima svetlobno nadstropje, ki razsvetljuje osrednji prostor. Gotske cerkve germanske tradicije, kot je primer Sveti Štefan na Dunaju, imajo pogosto vse ladje enake višine in se imenujejo dvoranske cerkve (Hallenkirche). Na jugu Francije je pogosta ena široka ladja brez stranskih, kot je Sainte-Marie v Saint-Bertrand-de-Comminges.
V nekaterih cerkvah z dvema stranskima ladjama, kot je stolnica Notre-Dame v Parizu, transept ne štrli čez širino. V angleških stolnicah je transept po navadi drzen in sta lahko dva, kot je v stolnici v Salisburyju, kar pa ne velja za manjše cerkve.
Vzhodni krak kaže precejšnjo raznolikost. V Angliji je na splošno dolg in ima lahko dve različni enoti, tako kor in prezbiterij. Pogosto je kvadraten ali ima izstopajočo Marijino kapelo, posvečeno Devici Mariji. V Franciji je vzhodni konec pogosto poligonalen in obdan s hodnikom, imenovanim ambulatorij in včasih z žarkatim obročem kapel, ki se imenuje chevet. Medtem ko so nemške cerkve podobne tistim v Franciji, ima v Italiji vzhodni del s transeptom samo plitko apsidalno kapelo, ki vsebuje svetišče, kot je Firenška stolnica.

### Elementi: Zašiljen lok

#### Zgodovina
Ena izmed pomembnih značilnosti gotske arhitekture je koničast ali šiljast lok. Loki podobne vrste so bili uporabljeni na Bližnjem vzhodu, v pre-islamski, kakor tudi islamski arhitekturi, preden so bili uvedeni v srednjeveško arhitekturo. Tako menijo nekateri arhitekturni zgodovinarji, in to naj bi bil navdih za uporabo koničastega loka v Franciji, v nasprotju z romanskimi zgradbami.
V nasprotju s teorijo širjenja se zdi, da je bilo hkrati s strukturnim razvojem zašiljenega loka za obokanje prostorov nepravilnih tlorisov, da bi bili prečni loki na isti višini kot diagonalni. Slednje se pojavi pri stolnici v Durhamu v stranskih ladjah v letu 1093. Koničasti loki se obširno pojavljajo v romanskih dekorativnih slepih arkadah, kjer se polkrožni loki prekrivajo med seboj v preprostem dekorativnem vzorcu.

#### Funkcija
Gotski lok, za razliko od polkrožnega oboka rimske in romanske zgradbe, se lahko uporablja za strehe pravokotnega in nepravilno oblikovanega tlorisa, kot so trapezoidi. Druga strukturna prednost je, da zašiljen lok prenaša težo na nosilne stebre ali stebre pod strmim kotom. To je omogočilo arhitektom dvigniti ladje precej višje, kot je bilo mogoče v romanski arhitekturi. Gotska arhitekture je dala bolj navpičen vizualni značaj kot romanska.
V gotski arhitekturi se je zašiljen lok uporabljal na vsakem mestu, kjer je to zahtevala obokana oblika. Gotske odprtine, kot so vratne odprtine, okna, arkade in galerije so poudarili z loki. Gotsko obokanje nad prostori, tako velikimi kot majhnimi, je običajno podkrepljeno z bogato oblikovanimi rebri.
Vrste šiljastih lokov ob nosilni steni tvorijo tipično dekoracijo sten, znano kot slepe arkade. Niše s koničastimi loki vsebujejo kipe in so glavna zunanja značilnost. Zašiljen lok se uporablja pri izdelavi prepletenih oblik, ki so bile razvite v okenskih površinah v zapletenem gotskem krogovičju, ki tvori strukturno podporo velikim oknom, ki so značilne za slog.

### Višina
Značilnost gotske cerkvene arhitekture je njena višina, tako absolutno in v razmerju do njene širine, vertikalnost pa kaže na težnjo priti v nebesa. Glavni del gotske cerkve je precej višji kot je široka glavna ladja. V Angliji je delež včasih večji od 2:1, pri čemer največja sorazmerna razlika doseže razmerje 3,6:1 v Kölnski stolnici. Najvišji notranji obok je v stolnici Beauvais na 48 metrov višine.
Zunanjost, stolpi in [Fiala (arhitektura)|fiale]] so značilnost gotskih cerkva tako velikih kot majhnih, število in namestitev je ena od največjih spremenljivk v gotski arhitekturi. V Italiji je stolp (campanile), če je prisoten, skoraj vedno ločen od stavbe in je pogosto od starejše zgradbe. V Franciji in Španiji sta dva stolpa na sprednji strani. V Angliji, Nemčiji in Skandinaviji ni pravila. Angleška stolnica ima lahko ogromen stolp na križišču ladij. Manjše cerkve imajo običajno le en stolp, to pa se lahko zgodi tudi pri večjih stavbah, kot je Stolnica v Salisburyju ali [[Glavna cerkev v Ulmu|Ulm Münister], ki ima najvišji zvonik na svetu, nekoliko višji, kot v Lincolnski stolnici, ki je bila najvišja dejansko zaključena stavba v obdobje srednjega veka, s 160 m.

### Vertikalni poudarek
Zašiljen lok je primeren za doseganje višine. Ta pojav je karakterističen in še dodatno okrepi dekoracijo stavbe.
Na zunanjosti, kjer vertikalnost poudarijo tudi stolpi in zvoniki in v manjši meri močno štrleči navpični oporniki, z ozkimi pol stebri imenovanimi služniki, ki pogosto prečkajo več etaž stavbe, z dolgimi ozkimi okni, vertikalni frizi okrog vrat in figurativno kiparstvo poudarjajo vertikalnost. Strešna linija, pročelje, oporniki in drugi deli stavbe so pogosto zaključeni z majhnimi fialami, Milanska stolnica je skrajni primer uporabe te oblike dekoracije.
V notranjosti stavbe so zgrajeni stebri - slopi služnikov - od tal do stropa, kjer podpirajo rebrast obok in kot visoko drevo širijo veje. Vertikale so ponovijo pri oknih in stenskih površinah. V številnih gotskih cerkvah, zlasti v Franciji in v obdobju perpendicular sloga v angleški gotski arhitekturi, vertikalni elementi v galeriji in okensko krogovičje ustvarjajo močno poenoteno funkcijo, ki kompenzirajo horizontalno delitev notranje zgradbe.

### Osvetlitev
Ena izmed najbolj razpoznavnih značilnosti gotske arhitekture je ekspanzivna površina oken kot v Sainte-Chapelle in zelo veliko število posameznih oken, kot v stolnici v Yorku, stolnici v Gloucesteru in Milanski stolnici. Povečanje velikosti oken v gotiki se nanaša na uporabo rebrastega oboka in še zlasti, koničastega rebrastega loka, ki usmerja težo na nosilne grede z manj pritiska navzven kot polkrožni obok. Zato ni potrebe po tako masivnih stenah.
Nadaljnji razvoj je bil zunanji opornik, ki je usločen navzven, iz oboka preko stropa prehaja v veliki oporni pomol, ki štrli tudi prek zunanje stene. Na teh delih so bile pogosto fiale ali kipi, ki s težo še dodatno povečajo pritisk navzdol in preprečujejo pritisk oboka navzven in na oporni lok, kot pomagajo tudi pri obremenitvi zaradi vetra.
Notranji stebri arkad s svojimi kapiteli, rebrast obok in zunanji opornik in z njim povezan vertikalni opornik nadstreška pravokotno na stavbo, ustvarjajo kamnito ogrodje. Med temi deli, so stene in polnila z oboki lahko lažji. Med ozkimi oporniki se stene odpirajo z velikimi okni.
Preko gotike, zahvaljujoč vsestranskosti koničastih lokov, se je razvila struktura gotskih oken iz preprostih odprtin do izjemno bogatih in dekorativnih kiparskih modelov. Okna so zelo pogosto napolnjena z vitraji, ki dodajo razsežnost barve svetlobi znotraj stavbe, kot tudi zagotavljajo možnost za figurativno in pripovedno umetnost.

### Veličastnost
Fasada velike cerkve ali stolnice, pogosto imenovana zahodna fasada, običajno ustvari močan vtis na bližajočega obiskovalca, kar dokazuje tako mogočnost Boga in mogočnost institucije, ki jo predstavlja. Eno izmed najbolj znanih in najbolj značilnih takšnih fasad ima Notre-Dame v Parizu.
Osrednji na fasadi je glavni portal, ki ga pogosto spremljajo tudi dodatna vrata. V oboku vrat, timpanonu, je pogosto pomemben del kiparskega okrasja, najpogosteje Kristus kralj in Sodni dan. Osrednji podboj vrat ali trumeau pogosto nosi kip Matere božje z detetom. Obstaja lahko še veliko drugih rezbarij, pogosto likov v nišah, postavljenih v špranjah okoli portalov ali kiparsko okrasje, ki se razteza čez fasado.
Nad glavnim portalom je običajno veliko okno (rozeta), kot ta v stolnici v Yorku ali skupina oken, kot tista v stolnici Ripon. V Franciji se to okno običajno imenuje vrtnica, kot je ta v stolnici v Reimsu. Rozete prav tako pogosto najdemo v fasadah cerkva v Španiji in Italiji, vendar so redkejše, ne najdemo jih vedno na pročeljih angleških stolnic. Čelo je običajno bogato okrašeno z arkadami ali kiparskimi izdelki ali v primeru Italije, okrašena z večbarvnim marmorjem in mozaiki, kot na stolnici v Orvietu.
Zahodna fasada francoske stolnice in številne angleške, španske in nemške stolnice imajo običajno dva stolpa, ki še posebej v Franciji, izražata raznolikost oblike in okrasja. Nekatere nemške stolnice imajo samo en stolp, ki je na sredi fasade (kot Freiburg Münster).

### Osnovne oblike gotskih lokov in slogovne značilnosti
Način, na katerega je bil zašiljen lok pripravljen in uporabljen se je razširil po vsej gotiki. Precej jasna stopnja razvoja pa ni bila enaka ne na način, ne v času po vseh državah. Tudi poimenovanja, ki se uporabljajo za opredelitev različnih obdobij ali slogov znotraj gotike se razlikujejo od države do države.

#### Lancetni lok
Najenostavnejša oblika je dolgo odpiranje s koničastim lokom znano v Angliji kot lanceta. Lancetne odprtine so pogosto združene kot skupina treh ali petih. Lancetne odprtine so lahko zelo ozke s poudarjeno višino. Lancetni loki so običajno definirani kot simetrični oboki, katerih polmeri so večji od razpona loka.
Stolnica v Salisburyju slovi po lepoti in preprostosti njene lancetne gotike, znane v Angliji v zgodnjem angleškem slogu. Stolnica v Yorku ima skupino lancetnih oken, vsako visoko 15 m, ki še vedno vsebujejo prvotno steklo. Okna so znana kot Pet sester. Tako preprosto okrasje v skupini oken je tudi v stolnicah v Chartresu in Laonu in so pogosta v Italiji.

#### Enakostranični lok
Mnoge gotske odprtine temeljijo na enakostraničnem trikotniku. Lok je zasnovan tako, da je polmer točno širina odprtine in v sredini vsakega loka sovpada s točko, iz katere izhaja nasprotni lok.
Enakostranični lok daje široko odprtino zato je primeren za vrata, okrasne arkade in velika okna. Enakostranični lok je bil uveden kot uporabno orodje, ne pa kot načelo oblikovanja. To je pomenilo, da so bili ožji ali širši loki uporabljeni le tam, kjer je bilo to nujno zaradi strukturnih zahtev. V arhitekturi nekaterih italijanskih mest, predvsem v Benetkah, so polkrožni loki prepredeni s konicami, kar pa ni primer v francoski in angleški gotiki.
Enakostranični lok je dovzeten za polnjenje s krogovičjem preproste enakostranične krožne in polkrožne oblike. Vrsta krogovičja, ki se je razvilo za zapolnitev teh prostorov je znana v Angliji kot geometrična dekorativna gotika in jih je mogoče videti, kako čudovito učinkujejo v številnih angleških in francoskih stolnicah, predvsem v Lincolnski in Notre-Dame v Parizu. Okna kompleksnega načrtovanja iz treh ali več delov, so pogosto oblikovana s prekrivanjem dveh ali več enakostraničnih lokov.

#### Dekorativni lok
Dekorativni ali razposajen (angl. Flamboyant) lok je tisti, ki se začne iz štirih točk, zgornji del vsakega glavnega loka se obrača navzgor v manjši lok, ki se sreča z ostro točko v obliki plamena. Ti loki ustvarjajo bogat in živahen učinek, če se uporabljajo za okna s krogovičjem in površinsko dekoracijo. Lik je strukturno šibek in se zelo redko uporablja za velike odprtine, razen če so v njem večji in bolj stabilni loki. Ni primeren za vse oboke.
Nekatera od najlepših in najbolj znanih oken s krogovičjem v Evropi so te vrste. Taka so v stolnici Sv. Štefana na Dunaju, Sainte Chapelle v Parizu, na stolnici v Limogesu in Rouenu v Franciji ter na Milanski stolnici v Italiji. V Angliji so najbolj znani primeri Zahodno okno v stolnici v Yorku s svojo zasnovo v obliki Srca Jezusovega, izredno bogato z devetimi polji je Zahodno okno na stolnici Carlisle in izvrstno vzhodno okno v opatiji Selby.
Vrata, nad katerimi so dekorativni ornamenti, so zelo pogosta tako v cerkveni kot profani arhitekturi v Franciji. Veliko redkejša so v Angliji. Znan primer takih vrat je v kapiteljski dvorani v Rochestrski stolnici.
Slog je bil na veliko uporabljan v Angliji za stenske arkade in niše. Vzorčna primera sta v Marijina kapela v Elyu in korna pregrada v Lincolnu ter fasada [Stolnica v Exetru|[stolnice v Exeteru]]. V nemški in španski gotski arhitekturi se pogosto pojavlja kot naluknjan zaslon na zunanjosti stavb. Slog je bil uporabljen za bogat in včasih ekstravaganten učinek, znan je na znameniti prižnici v dunajski stolnici.

#### Pahljačasti lok
Pahljačast lok je veliko širši od njegove višine in daje vizualni učinek, kot da je bil sploščen pod pritiskom. Njegova struktura se doseže s pripravo dveh lokov, ki se strmo dvigata iz vsake izhodiščne točke z majhnim radijem, nato pa še v dveh lokih s širokim polmerom in precej nižjo izhodiščno točko.
Ta vrsta loka, ko je uporabljena kot okenska odprtina, je zelo primerna za zelo velike prostore pod pogojem, da ima ustrezno podporo z veliko ozkimi vertikalnimi stebriči (služniki). Ti so pogosto povezani s horizontalnimi vezmi. Skupni učinek daje vtis mreže, nežnih pravokotnih oblik, s poudarkom na pravokotnosti. Uporaben je tudi kot okras stene, v kateri so arkade in okenske odprtine sestavni del celotne dekorativne površine.
Slog, znan kot perpendicular ali paličasti slog, se je razvil iz prej navedenega in je specifičen za Anglijo, čeprav mu je zelo podoben španski slog. Uporabljali so ga v 15. stoletju in v prvi polovici 16. stol., saj je renesančni slog precej počasneje prispel v Anglijo kot v Italijo in Francijo.
Tak slog je mogoče videti predvsem v vzhodnem delu stolnice v Gloucestru, kjer je vzhodno okno tako veliko, kot teniško igrišče. Obstajajo tri zelo znane kraljeve kapele in dve samostanski kapeli, ki kažejo ta slog: King's College Chapel, Cambridge, kapela St. George, Windsor; Kapela Henrika VII. v Westminstrski opatiji in opatiji Bath. Veliko preprostejših stavb, predvsem cerkva, zgrajenih v času razcveta trgovine z volno v Zahodni Angliji, so drobni primeri tega sloga.

### Simbolizem in ornamentika
Gotska stolnica predstavlja vesolje v mikrokozmosu in vsaka arhitekturna zasnova, vključno z višino in ogromnimi dimenzijami strukture, so bile namenjene teološkemu sporočilu. V nebo kipeče, svetle in dekorativne gotske stolnice so simbolizirale Nebeški Jeruzalem na zemlji in s svojo lepoto vodile človeka k razmisleku o lepoti Boga, njegovi milosti in dobroti.
Stavba postane mikrokozmos na dva načina:
- matematične in geometrijske značilnosti gradnje so podoba urejenega vesolja, v katerem je mogoče zaznati temeljno racionalnost in logiko.
- kipi, kiparski okras, vitraji in freske vključujejo bistvo ustvarjanja v upodobitvah zodiaka in svete zgodovine iz Stare in Nove zaveze in življenja svetnikov, Poslednje sodbe in kronanja Marije.

V dekorativne sheme so vključene biblijske zgodbe, s poudarkom na vizualnih tipoloških alegorijah med prerokbami Stare in Nove zaveze.
Veliko cerkva je bilo zelo bogato okrašenih, tako znotraj kot zunaj. Kiparstvo in arhitekturni detajli so bili pogosto poudarjeni z barvnimi poslikavami, katere sledovi so vidni v stolnici v Chartresu. Leseni stropi in obloge so svetli. Včasih so bili pobarvani kamniti stebri ladje, deli v dekorativnih stenskih arkadah so vsebovali pripovedi ali figure svetnikov. Ti so le redko ostali nedotaknjeni, a jih je mogoče videti v kapiteljski dvorani v Westminstrski opatiji.
Nekaj pomembnih gotskih cerkva je lahko zelo enostavnih, kot je bazilika sv. Marije Magdalene v Saint-Maximin-la-Sainte-Baume v Provansi, kjer je bila lokalna tradicija trezne, masivne, romanske arhitekture še vedno močna.

## Regionalne razlike
Kjerkoli se je pojavila gotska arhitektura, je bila predmet lokalnih vplivov in pogosto vplivov potujočih kamnosekov in obrtnikov, ki so prenašali ideje med mesti in včasih med državami. Nekatere lastnosti so značilne za posamezne regije in pogosto preglasijo slog sam, ki se pojavlja v stavbah več sto let narazen

### Francija
Posebnost francoskih stolnic, in tistih v Nemčiji in Belgiji, ki so nanje močno vplivale, je njihova višina in njihov vtis vertikalnost. Vsak francoska stolnica kaže, da je slogovno enotnega videza v primerjavi z angleškimi, kjer obstaja velika raznolikost v skoraj vsaki stavbi. So kompaktne, z rahlo ali brez izstopajočih transeptov in pomožnih kapel. Zahodna pročelja so zelo dosledna, imajo tri portale na kateri je okno rozeta in dva velika stolpa. Včasih imajo dodatne stolpe na prečnih ladjah. Vzhodni del je večkoten z ambulantorijem in včasih priključenimi kapelami. Na jugu Francije je veliko večjih cerkva brez transepta in nekatere brez stranskih ladij.
V grobem francosko gotiko lahko razdelimo na: zgodnjo gotiko, to je čas oblikovanja novega sloga, visoko gotiko, ta preseže okvire francoske države in dozori v tako imenovanem žarkastem slogu (style rayonnant), ter pozno gotiko (style flamboyant), za katero je značilna dekorativnost.

### Anglija
Posebnost angleških stolnic je njihova zelo dolga dolžina in so razmeroma nizke. Vsaka angleška stolnica (z izjemo Salisburyja) ima izjemno stopnjo slogovne raznolikosti, v primerjavi z večino francoskih, nemških in italijanskih stolnic. Nič nenavadnega ni, da je bil vsak del stavbe zgrajen v drugem stoletju in v drugačnem slogu, brez poskusa ustvarjanja slogovne enotnosti. Za razliko od francoskih stolnic, imajo angleške stolnice po njihovih območjih, dvojne transepte, ki so ravno zaključeni in normanski kot, kar daje tlorisu obliko dvojnega latinskega križa. Angleške stolnice so pogosto obdane s križnim hodnikom, kapiteljsko dvorano, Marijino in drugimi kapelami. Zaradi dvojnega transepta se oblikuje dvojni kor, ki je liturgično pogojen. Križnorebrasti obok je redek, nadomeščajo ga dekorativne obočne sheme (pahljačaste z vzdolžnim rebrom so najpogostejše). Zahodna pročelja so kulisasto oblikovana, z vrati, ki niso tako pomembna kot v Franciji in imajo manj kiparskega okrasja (običajno je kongregacijski vhod skozi stransko verando). Zaradi masivnejše gradnje skoraj ni zunanjih ločnih opornikov. Zahodno okno je zelo veliko in nikoli ni rozeta, ta je rezervirana za prečne ladje. Zahodna fasada ima lahko dva stolpa ali nobenega. Stolp je skoraj vedno na križišču ladij in je lahko zelo velik, na nekaterih je zvonik. Značilen angleški vzhodni del je kvadrat, lahko pa ima popolnoma drugačno obliko. Tako znotraj kot zunaj so s kamnom bogato okrašene z okraski, zlasti kapiteli.
Angleška gotska arhitektura je cvetela še v 16. stoletju. Ločimo tri velika obdobja: zgodnjo gotiko (Early English, 1170–1250), visoko gotiko (Decorated style, 1250–1330/50) in pozno gotiko (Perpendicular, 1330/50–1530).

### Nemčija in Srednja Evropa
Romanska arhitektura se v Nemčiji, na Poljskem, Češkem in v Avstriji odlikuje po masivni in modularni obliki. To se odraža tudi v gotski arhitekturi Srednje Evrope v ogromni velikosti stolpov in zvonikov, pogosto načrtovanih, a ne vedno končanih. Zahodno pročelje običajno sledi francoskemu zgledu, stolpi so veliko višji in če so popolni, so izdelani z ogromnimi naluknjanimi zvoniki, ki so regionalno obarvani. Zaradi velikosti stolpov je lahko del fasade med njimi ozka in stisnjena. Vzhodni del sledi francoskemu slogu. Značilnost notranjosti nemških gotskih stolnic je njihova širina in odprtost.
Po prehodnem obdobju – zgodnji nemški gotiki (1220–1250), ko so še prevladovali elementi romanike – je prevladala francoska visoka gotika, vendar je bila ta regionalno pogojena. Zelo značilna je opečna gotika (Backsteingotik) in dvoranska gotika (Hallenkirchen) brez oken s krogovičjem. Opečna gotika se opira na cistercijansko, za katero je značilna dvodelna členitev stene in je razširjena  v severnih deželah. Opeka je narekovala slog gradnje, ki je preprostejši, prevladuje dvoranski tip, oblikovala se je tudi tipična dekoracija - opeka je kombinirana s kamnom svetlejše barve, v notranjosti pa so poslikave. Pozna gotika (1350–1550) pozna še očitnejše značilnosti posamezne regije. Dvoranski tip je dosledno izpeljan, uveljavijo se nove obočne sheme (mrežasti obok, dvojno-paralelni obok, kitasti obok, zvezdasti obok, itd.), poveča se višina in razpon arkad, vitkejši so nosilci brez kapitelov, večja so okna.
Bolj kot sakralna, je pomembna profana arhitektura.

### Španija in Portugalska
Posebnost gotskih stolnic Iberskega polotoka je njihova prostorska kompleksnost, s številnimi področji različnih oblik. So razmeroma široke in imajo pogosto zelo visok arkade in nad njimi nizka svetlobna nadstropja, ki daje podobno prostoren videz kot dvoranske cerkve v Nemčiji. Tak primer je samostanska cerkev Batalha na Portugalskem. Mnoge od stolnic so popolnoma obkrožena s kapelicami. Tako kot angleške stolnice, so pogosto slogovno raznolike. To se izraža tako v dodatku kapelic, kot pri uporabi dekorativnih podrobnosti, ki prihajajo iz različnih virov. Med vplivi na obe, dekoracijo in oblike, je islamska arhitektura in, proti koncu obdobja, renesančne podrobnosti v povezavi z gotiko na poseben način. Zahodno pročelje, kot je pri stolnici Leon, običajno spominja na francosko zahodno pročelje, v še širšem v sorazmerju z višino in pogosto z večjo raznolikostjo podrobnosti in kombinacijo zapletenih ornamentov na širokih gladkih površinah. Na stolnici v Burgosu obstajajo fiale nemškega sloga. Strešna linija je pogosto prebodeno s parapetom z nekaj stolpiči. Pogosto so stolpi in kupole zelo različnih inovativnih oblik.

### Italija
Posebnost italijanske gotike je uporaba večbarvne dekoracije, tako zunaj z oblogo iz marmorja preko opečne fasade, kot tudi notranjost, kjer so loki so pogosto narejeni iz izmenično črnih in belih segmentov, in kjer so stebri lahko rdeče barve, zidovi okrašeni s freskami, apside pa z mozaikom. Tloris je običajno pravilen in simetričen. Z izjemo milanske stolnice, ki je v germanskem v slogu, imajo italijanske stolnice malo in široko razmaknjene stebre. Proporce so na splošno matematično uravnotežili in temeljijo na kvadratu in pojmom armonia in, razen v Benetkah, kjer so ljubili razposajene loke, so loki skoraj vedno enakostranični. Barve in ornamenti opredeljujejo arhitekturne enote, namesto da bi jih mešali. Fasade italijanskih stolnic so pogosto večbarvne in vključujejo mozaike v lunetah in nad vrati. Fasade so projektiranje kot odprte verande z očesnimi okni ali okni v obliki kolesa namesto rozet in običajno nimajo stolpa. Nad križiščem ladij je običajno kupola. Pogosto imajo samostoječi stolp (zvonik) in krstilnico. V vzhodnem delu je navadno apsida. Okna niso tako velike kot v severni Evropi, vitraži so pogosti, najljubši pripovedni medij v notranjosti je freska.

### Slovenija
Od sredine 13. stoletja do prvih desetletij 16. stoletja je umetnost na Slovenskem zaznamoval gotski slog, ki je bistveno vplival tudi na arhitekturo. Gotika je v slovenski prostor preko nemških dežel prišla iz Francije, kjer se je pojavila že v 12. stoletju. Najbolj je prepoznavna po šilastih lokih. Izjemen razvoj arhitekturne dejavnosti v tistem obdobju je omogočil zlasti razvoj filozofije, teologije, gospodarstva in tehnike. V Sloveniji je več kot šesto bolje ali slabše ohranjenih cerkva in okoli dvesto bolje ali slabše ohranjenih gradov in dvorov, ki so jih zgradili ali prezidali v obdobju gotike. Ohranjenih je tudi več sto meščanskih hiš, ki pa so jih pozneje večinoma prezidali in opremili z novimi fasadami. Ti podatki kažejo, kako pomemben del slovenske arhitekturne dediščine in nenadomestljivo sestavino kulturne krajine in urbanih celot je ustvarila gotska arhitektura. V slovenskem prostoru v obdobju gotike sicer ni nastala nobena stolnica, kakršne so nastajale v nemških in francoskih deželah, kljub temu je takrat nastala vrsta izjemnih spomenikov, ki simbolizirajo moč in razgledanost njihovih graditeljev. Najpomembnejša je arhitektura samostanskih cerkva. Samostanski cerkvi minoritov na Ptuju in cistercijanov v Kostanjevici ob Krki sta bili prvi monumentalni obokani arhitekturi gotskih oblik. V obdobju visoke gotike okoli leta 1400 je nastala odlična romarska cerkev na Ptujski gori. Približno sočasno sta v Celju za rodovino grofov Celjskih nastala odlična arhitekturna kompleksa Zgornjega gradu in mestnega gradu oziroma knežjega dvorca.
Od leta 2023 je v gradu Cmurek na Tratah postavljena stalna razstava gotske arhitekture v Sloveniji. Razstava je nastala kot druga v vrsti razstav zgodovinske arhitekture na Slovenskem leta 1995 v sklopu dejavnosti Arhitekturnega muzeja Ljubljana, ki je pozneje prerasel v Muzej za arhitekturo in oblikovanje, v okviru projekta Gotika v Sloveniji, pri katerem je sodelovala vrsta slovenskih znanstvenih in kulturnih ustanov. Razstavni panoji so se ohranili in imajo danes poseben kulturni pomen. Ob stoti obletnici rojstva Ivana Komelja, uglednega umetnostnega zgodovinarja, konservatorja in prvega sistematičnega raziskovalca grajske arhitekture in gotske arhitekture na Slovenskem so bili znova postavljeni na ogled.

## Druge gotske zgradbe
Sinagoge, navadno zgrajene v prevladujočem stilu obdobja v državi, v kateri so zgrajene, so bile zgrajene tudi v gotskem slogu v Evropi v srednjem veku. Ohranjen primer je Stara Nova sinagoga v Pragi, zgrajena v 13. stoletju. Številni primeri posvetnih, nevojaških struktur v gotskem slogu, ki so ohranjene v dokaj prvotnem stanju so: 
- Papeška palača v Avignonu, je najbolj popolna velika kraljeva palača,
- z delno ohranjeno veliko dvorano Westminstrske palače, London, dvorana iz 11. stoletja, obnovljena v poznem 14. stoletju z gotskimi okni in lesenim paličjem za streho in
- slavna Conciergerie, nekdanja palača kraljev Francije v Parizu.

Poleg monumentalne posvetne arhitekture so primeri gotskega sloga ohranjeni v srednjeveških predelih mest po vsej Evropi. Predvsem značilno beneško gotska Ca 'd'Oro je. Hiša bogatega trgovca Jacques Coeur v Bourges iz zgodnjega 15. stoletja je klasičen gotski meščanski dvorec, poln asimetrije in zapletenih podrobnosti priljubljenih v neogotiki.
Druga mesta s koncentracijo posvetne gotike sta Brugge in Siena. Večina ohranjenih malih posvetnih stavb je relativno enostavna in jasna; večina oken ima okenski križ, s koničastimi loki in oboki, često najdemo le na nekaj elementov. Podeželski dvorci so počasi opustili videz gradu predvsem v Angliji, kjer je obramba prenehala biti resen problem. Bivalni in delovni prostori številnih samostanskih stavb so ohranjeni, kot na primer Mont Saint-Michel.
Obstaja veliko odličnih primerov posvetnih opečnih gotskih struktur razpršenih po vsej Poljski in v baltskih državah: grad Malbork v Gdansku, mestna hiša v Vroclavu in Collegium Maius v Krakovu.
Izjemni dela gotske arhitekture je mogoče najti tudi na Siciliji, na Cipru, zlasti v obzidanih mestih Nikoziji in Famagusta. Tudi streha stolpa mestne hiše v Znojmu na Češkem je odličen primer pozne gotike.

## Druga literatura
- Fletcher, Banister; Cruickshank, Dan, Sir Banister Fletcher's a History of Architecture, Architectural Press, 20th edition, 1996 (first published 1896). ISBN 0-7506-2267-9. Cf. Part Two, Chapter 14.
- von Simson, Otto Georg (1988). The Gothic cathedral: origins of Gothic architecture and the medieval concept of order. ISBN 0-691-09959-6.
- Glaser, Stephanie, "The Gothic Cathedral and Medievalism," in: Falling into Medievalism, ed. Anne Lair and Richard Utz. Special Issue of UNIversitas: The University of Northern Iowa Journal of Research, Scholarship, and Creative Activity, 2.1 (2006) Arhivirano 2011-07-20 na Wayback Machine.. (on the Gothic revival of the 19th century and the depictions of Gothic cathedrals in the Arts)
- Moore, Charles (1890). Development & Character of Gothic Architecture. Macmillan and Co. ISBN 1-4102-0763-3.
- Tonazzi, Pascal (2007) Florilège de Notre-Dame de Paris (anthologie), Editions Arléa, Paris, ISBN 257895462
- Wilson, Christopher (2005). The Gothic Cathedral - Architecture of the Great Church. Thames and Hudson. ISBN 978-0500276815.